# 間接射撃

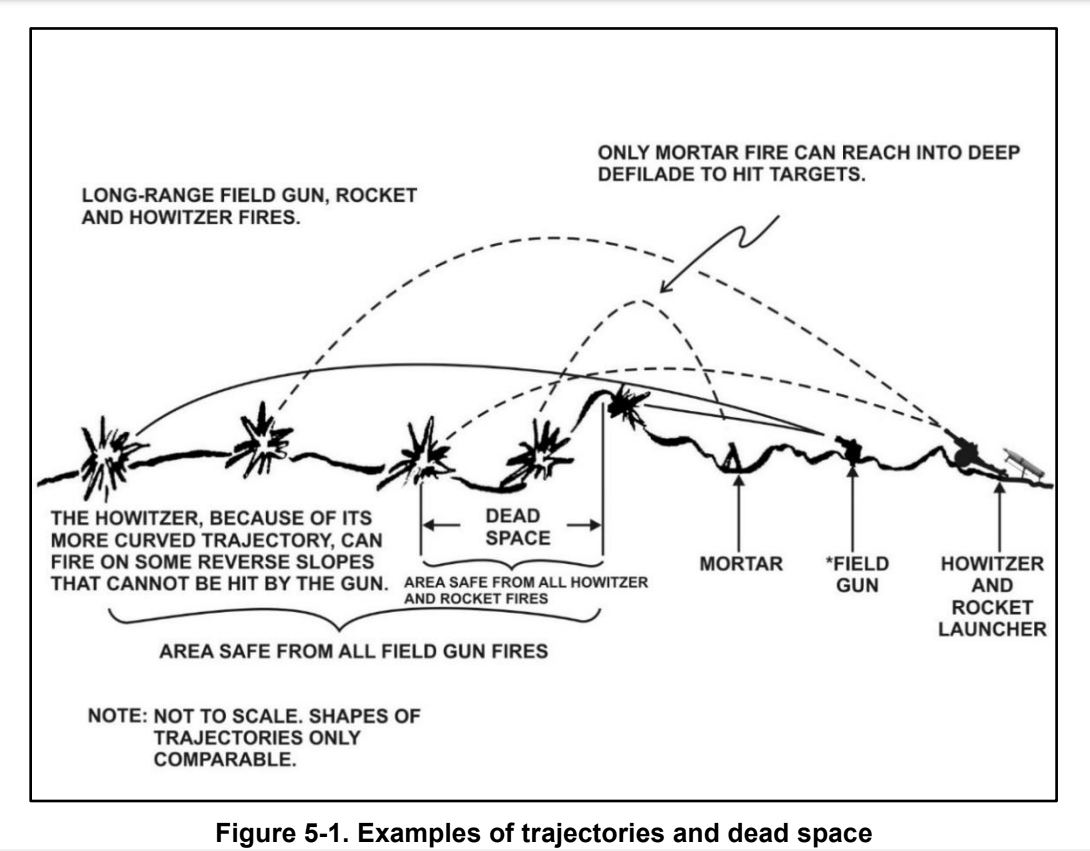
迫撃砲、野砲、榴弾砲・ロケット砲からの間接射撃
弾道に応じて一定の死角が生じ、このうち迫撃砲の死角が最も少ない

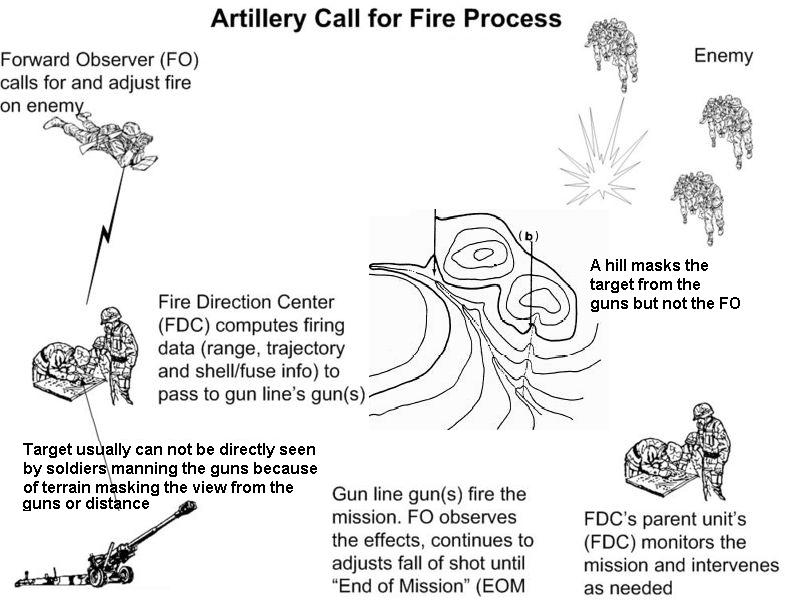
間接射撃による火力支援の手続き。

間接射撃（かんせつしゃげき）は、目標が直接見えない状態で攻撃する射撃法である。火砲を扱う現代の砲兵には必須であり、歩兵でも迫撃砲の操作要員にとっては必要な技能である。また一部の重機関銃には、専用の銃架や光学照準器と組み合わせることで、間接射撃の能力が与えられている。

## 概要
火砲の発達と射程距離の増加にともない、敵から直接視認できる場所に味方陣地を構築することは回避されるようになった。地平線の先、さらに地形によっては数km先でも丘や山の影に隠れて見えないことも多い。
じかに見えない位置にいる敵を砲撃する手段が、間接射撃である。間接射撃は、大規模地上戦であったボーア戦争においてイギリス陸軍が効果的に行い戦果を挙げ、第一次世界大戦以降は火砲自体の進化や戦闘教義・戦術の発達と合わせ標準的となった。
間接射撃は、以下の3チームが協力して行う
- 観測班（Forward Observer、略：FO）
- 射撃指揮所（Fire Direction Center、略：FDC）
- 放列または砲列（Gun line、略：Guns）

目標を直接見ているのは観測班のみで、射撃指揮所と放列には敵が見えていない。そのため、撃たれる敵の側としては自分を攻撃している相手が全く見えない状態となる。このように、敵を直接見ないで照準する方法を間接照準と呼ぶ。
敵座標データの把握には現地の歩兵や特殊部隊の前線観測班のほか、対砲兵レーダー、偵察機や観測機、ドローン、スパイ、人工衛星なども動員される。

## 照準器
照準の基本は、砲の仰角と左右角度を調節することであるが、そのために何種類もの計測器と計算機を使う。
水準器
縦横2個があり、砲の微妙な傾きによる照準誤差を調整するためについている。
コリメーター
基準線を設定する、これが無い場合には基準線を求めるために測量棒を立てて測量しなければならない。
マイクロメータ
砲の角度をミル単位で精密に測定できる角度計。
射角表示器
砲弾の種類と距離を合わせると仰角を何度にすればよいか一目でわかるようになっている計算尺の一種で、射表を見なくてもすむ。
高低表示器
射角表示器と一体になっており、目標と自分の標高の差を設定することで射角表示器が示す仰角を補正してくれる。
弾道計算機
アメリカ軍のM23 MBCなど、特定の種類の火砲の弾道計算を専門とするコンピュータがある。

## 手順
1. 観測班が目標を観測する。
2. 目標座標・標高・敵の規模などを「射撃要求」として射撃指揮所に送る。
3. 射撃指揮所は観測班からのデータを元に諸元算定を行い、放列に命令する。
4. 放列は命令された諸元を元に砲の仰俯角・左右旋回角・弾薬などを調整して射撃する。（試射）
5. 観測班が着弾を観測し、目標とのずれに従って修正要求を射撃指揮所に送る。
6. 観測班からの修正要求を元に、射撃指揮所はまた諸元算定を行い放列に命令する。射撃の目的が達成されるまで4-6を繰り返す。（修正射と効力射）